# 黎榜
黎榜（越南语：／，?—?），是越南后黎朝时期起事领袖，恭王黎昌（又名黎克昌）之曾孙。

## 父
静修公黎禄，黎太宗第二子黎克昌的孙子。

## 生平
1518年九月，永兴伯郑绥、文臣阮瑡与山西诸将反对黎昭宗，拥立静修公黎禄之子黎榜为帝，年号大德。1519年，郑绥将他废黜，而立他弟弟黎槱。